# أم كلثوم بنت محمد
أمّ كُلثُوم بنت محمد بن عبد الله هي ثالث بنات النَّبي محمد من زوجته خديجة بنت خويلد بعد زينب ورقية. زوجها والدها النبي محمد لعثمان بن عفان بعد أن طلقها عتيبة بن أبي لهب بغضا لأبيها وبعد أن أمره أبوه بذلك. وُلدت قبل البعثة النبوية بست سنوات، وأدركت الإسلام وهاجرت إلى المدينة المنورة، وتُوفيت سنة 9هـ عند زوجها عثمان بن عفان وعمرها يومئذٍ 27 عامًا.

## حياتها
وُلدت أمّ كُلثُوم في مكة سنة 19 ق.هـ الموافق 604م أي قبل بعثة النبي محمد بست سنوات، وعمره يومئذٍ أربعةٍ وثلاثين عامًا. تزوّجها ابن عم أبيها عتيبة بن أبي لهب، ولمّا بُعث النَّبي محمد، أسلمت أم كلثوم وبقي زوجها على دينه، ولمّا أُنزلت سورة المسد في ذم أبي لهب وزوجته، أجبر أبو لهب ابنه عتيبة على طلاق أم كلثوم ولم يكن قد دخل بها. وتروي كُتب السير أنّ عتيبة لمّا فارق أم كلثوم جاء إلى النبي محمد قائلاً: «كفرت بدينك، وفارقت ابنتك، لا تحبني ولا أحبك»، ثم سطا عليه وشق قميصه وهو خارج للشام تاجرًا، فدعى عليه النبي محمد بقوله: «أما إني أسأل الله أن يسلط عليك كلبه»، فلمّا خرج في تجارته هجم عليه أسد فافترسه.
هاجرت مع النبي محمد إلى المدينة المنورة مع أختها فاطمة الزهراء وغيرها من أهل النبي محمد، تزوّجها عثمان بن عفان سنة 3هـ بعد وفاة زوجته رقية بنت محمد سنة 2هـ، وكان نكاحه لها في شهر ربيع الأول، وبنى بها في شهر جمادى الثاني سنة 3هـ، وتُوفيت عنده ولم تلد له ولد. وقبل زواجها من عثمان كان عمر بن الخطاب قد عرض على عثمان أن يزوّجه من ابنته حفصة، فسكت عثمان عنه لأنّه قد سمع النبي محمد يذكرها، فلمّا علم النبي محمد بذلك قال: «ألا أدل عُثْمَان عَلَى من هُوَ خير له منها؟ وأدلّها عَلَى من هُوَ خير لَهَا من عُثْمَان؟» فتزوج النبي محمد حفصة وزوّج عثمان أم كلثوم، وقال النبي محمد أيضًا: «ما زوّجت عثمان أم كلثوم إلّا بوحي من السّماء».

## وفاتها
توفيت أمّ كُلثُوم في شهر شعبان سنة 9هـ الموافق 630م، وصلّى عليها النبي محمد بنفسه، وجلس على قبرها وعيناه تذرفان، ونزل في حفرتها علي بن أبي طالب والفضل بن العباس وأسامة بن زيد، وروي أن أبا طلحة الأَنْصَارِيّ قد استأذن من النبي محمد أن ينزل إلى قبرها أيضًا، وفي ذلك يُروى أن النبي محمد قال: «هل فيكم أحد لم يقارف الليلة؟» فقال أبو طلحة الأنصاري: «أنا»، فقال: «فانزِل في قبرِها» فنزلَ في قبْرِها فقبَرَها. وغسّلتها أسماء بنت عميس، وصفية بنت عبد المطلب، وشهدت أم عطية الأنصارية غسلها.

## آراء حولها
يعتقد ابن شهر آشوب أن اسمها آمنة، وورد في كتابات بعض الكُتّاب الشيعة أن زينب ورقية وأم كلثوم لسن بنات النبي محمد، بل ربائبه، في محاولة لجعل فاطمة الزهراء هي الابنة الوحيدة للنبي، وذهب لتأييد هذا الرأي جعفر مرتضى العاملي، لكن هذا الرأي مردود عند الغالبية العظمى من علماء الشيعة ومنهم الحسين بن روح والشيخ المفيد والكليني والشريف المرتضى والشيخ الطوسي وابن شهرآشوب والفضل بن الحسن الطبرسي والتستري وأبو القاسم الخوئي والمامقاني وصادق الشيرازي فيرون أنَّ أم كلثوم وزينب ورقية كُنَّ بنات النبي محمد، وأن المخالف لذلك شاذ ولا دليل له على ذلك، وأن أول من قال أنهن ربائبه هو أبو القاسم الكوفي الذي في آخر حياته أصبح، كذاباً وغالياً من المخمسة(1) وفقاً لقول ابن الغضائري، وقد ألف بعض الشيعة كتباً لإثبات ذلك، كـ(بل هن بنات رسول الله) وهو كُتَيِّب صغير يتضمن محاضرات لياسر الحبيب تثبت أنهن بناته، وكتاب (بنات النبي لا ربائبه) لمحمد شعاع فاخر